# Mainstream (Quiet Sun)
Mainstream è l'unico album del gruppo rock britannico Quiet Sun, pubblicato nel 1975 dalla Island Records (nr. di catalogo HELP 19).

## L'album
Il chitarrista Phil Manzanera era reduce dai successi ottenuti con i primi quattro dischi dei Roxy Music, il gruppo che l'ha reso famoso, e registrò tra il 1974 ed il 1975 agli Island Studios di Londra il proprio album di esordio da solista Diamond Head. In contemporanea fu registrato anche Mainstream dei Quiet Sun, la precedente band di Manzanera che si era sciolta nel 1972. Il gruppo aveva composto diversi brani che non erano mai stati pubblicati, una parte dei quali fu usata per la realizzazione di Mainstream e una parte per Diamond Head.
Il gruppo riunito per incidere l'album, a cui collaborarono in veste di ospiti Brian Eno e Ian MacCormick, era composto da Manzanera, il bassista Bill MacCormick, il batterista Charles Hayward e il tastierista Dave Jarrett. A causa degli alti costi di affitto della sala d'incisione, la produzione dell'album fu effettuata in fretta ed in maniera basilare; gli unici interventi di rilievo furono le manipolazioni elettroniche di Eno, eseguite in particolare sulle chitarre. Nella realizzazione del disco, Eno collaborò anche utilizzando le proprie carte delle Strategie Oblique.
Gli stessi componenti dei Quiet Sun parteciparono alle incisioni di Diamond Head, a cui collaborarono però altri importanti musicisti come Robert Wyatt, John Wetton e i membri dei Roxy Music Eno, Paul Thompson e Andy Mackay. I due album hanno quindi poco in comune tra loro; mentre Mainstream rimase abbastanza fedele al periodo in cui i brani erano stati concepiti, con diverse influenze tra cui i primi Soft Machine e Velvet Underground, Diamond Head risentì invece delle energiche atmosfere tipiche dei più recenti Roxy Music.
Mainstream riscosse un buon successo di critica e fu nominato album del mese dalla rivista New Musical Express. Le registrazioni del disco furono l'ultima occasione in cui suonarono insieme i Quiet Sun, i cui membri furono riassorbiti dai propri impegni professionali.

## Tracce
1. Sol Caliente (Manzanera) - 8:02
2. Trumpets With Motherhood (Charles Hayward) - 1:30
3. Bargain Classics (Dave Jarrett) - 5:37
4. R.F.D. (Dave Jarrett) - 3:09
5. Mummy Was An Asteroid, Daddy Was A Small Non-Stick Kitchen Utensil (Bill MacCormick) - 6:09
6. Trot (Manzanera) - 5:00
7. Rongwrong (Charles Hayward) - 9:39

### Bonus track
La riedizione del 2011 pubblicata dalla Expression Records (EXPCD2R) contiene 5 bonus track, l'ultima delle quali è un'intervista.
1. Years Of The Quiet Sun (Ian MacCormick) - 10:33
2. Trot (demo originale) (Manzanera) - 10:25
3. R.F.D (demo con la Warner Bros.) (Jarrett) - 6:13
4. R.F.D Part 1 (session di Mainstream) (Jarrett) - 2:24
5. Talking History (intervista) - 8:01

## Musicisti
- Phil Manzanera - chitarra elettrica, piano elettrico
- Bill MacCormick - basso elettrico, controcanto
- Dave Jarrett - piano, tastiere, sintetizzatore
- Charles Hayward - batteria, percussioni, tastiera, voce

Ospiti
- Brian Eno - sintetizzatore
- Ian MacCormick[4] - controcanto